# Eagle Air
Eagle Air (исл. Flugfélagið Ernir) — авиакомпания Исландии со штаб-квартирой в аэропорту Рейкьявик, осуществляющая регулярные и чартерные пассажирские перевозки внутри страны, в том числе и по заказам туристических компаний.
Портом приписки авиакомпании и её главным транзитным узлом (хабом) является аэропорт Рейкьявика.

## История
Авиакомпания Eagle Air была основана в 1970 году Хёрсуром Гусмундссоном в качестве семейного бизнеса для организации авиаперевозок с удалённого региона Вестфирдир. Первоначально компания работала в сфере почтовых перевозок, а также в роли санитарной авиации, используя самолёты Helios Courier, Britten-Norman Islander, Piper Aztec, Piper Chieftain, Cessna Titan, de Havilland Canada DHC-6-300 Twin Otter, Cessna 206 и Cessna 185. В начале 1980-х годов Eagle Air вышла на рынок международных перевозок, запустив чартерные рейсы между Исландией, Гренландией, Скандинавией и континентальной Европой.
В начале 1990-х годов Eagle Air по контракту с Международным Красным Крестом начала работу в Кении, Судане, Мозамбике и Анголе, доставляя гуманитарную помощь в пострадавшие от гражданской войны регионы. В 1995 году владельцы авиакомпании решили расторгнуть договор с МКК и сконцентрироваться на развитии бизнеса в сфере коммерческих авиаперевозок.

## Маршрутная сеть регулярных перевозок
Из аэропорта Рейкьявик в:
- аэропорт Хорнафьюрсур (HFN) в Хёбне
- аэропорт Хусавик (HZK) в Хусавике
- аэропорт Билдудалур (BIU) в Билдудалуре
- аэропорт Гьёгур (GJR) в Арнешреппуре
- аэропорт Вестманнаэйяр (VEY) в Хеймаэйе

## Воздушный флот
- British Aerospace Jetstream 32: регистрационные номера TF-ORA и TF-ORC
- Cessna 441 Conquest II: TF-ORF
- Cessna 207A Stationair 8: TF-ORB
- Cessna A185F Skywagon: TF-ORN
- Reims F406 Caravan II: TF-ORD